# Akanni Hislop
Akanni Chike Hislop (* 1. Juni 1998 auf Tobago) ist ein Leichtathlet aus Trinidad und Tobago, der sich auf den Sprint spezialisiert hat.

## Sportliche Laufbahn
Erste internationale Erfahrungen sammelte Akanni Hislop bei den CARIFTA-Games 2014 in Fort-de-France, bei denen er in 10,71 s den sechsten Platz im 100-Meter-Lauf belegte und mit 21,65 s auf Rang fünf über 200 Meter in der U18-Altersklasse gelangte. Zudem gewann er mit der trinidadisch-tobagischen 4-mal-100-Meter-Staffel in 42,41 s die Bronzemedaille. Anschließend gewann er bei den Zentralamerika- und Karibikjugendmeisterschaften in Morelia in 10,63 s und 21,27 s die Bronzemedaille über 100 und 200 Meter und siegte in 41,25 s im Staffelbewerb. Daraufhin verhalf er der Staffel bei den Juniorenweltmeisterschaften in Eugene zum Finaleinzug, ehe er bei den Olympischen Jugendspielen in Nanjing in 21,57 s den vierten Platz im 200-Meter-Lauf belegte. Im Jahr darauf gewann er bei den CARIFTA-Games in Basseterre in 10,47 s die Silbermedaille über 100 Meter in der U18-Altersklasse und siegte in 20,91 s über 200 Meter und gewann in 41,43 s die Silbermedaille mit der Staffel. Im Juli schied er bei den Jugendweltmeisterschaften in Cali mit 10,61 s im Halbfinale über 100 Meter aus und anschließend wurde er bei den Commonwealth Youth Games in Apia in der ersten Runde über 200 Meter disqualifiziert trat im Halbfinale über 100 Meter nicht mehr an. Bei den CARIFTA-Games 2016 in St. George’s siegte er in 20,89 s über 200 Meter in der U20-Altersklasse und schied anschließend bei den U20-Weltmeisterschaften in Bydgoszcz im Halbfinale aus und kam über 100 Meter mit 10,88 s nicht über die Vorrunde hinaus. Daraufhin begann er ein Studium an der Louisiana State University und im Jahr darauf belegte er bei den U20-Panamerikameisterschaften in Trujillo in 20,84 s den vierten Platz über 200 Meter und gewann im Staffelbewerb in 39,90 s die Bronzemedaille.
2019 nahm er an den Panamerikanischen Spielen in Lima teil und schied dort mit 10,60 s in der ersten Runde über 100 Meter aus und gewann in 38,46 s gemeinsam mit Jerod Elcock, Keston Bledman und Kyle Greaux die Silbermedaille in der 4-mal-100-Meter-Staffel hinter dem Team aus Brasilien. 2021 wurde er NCAA-Collegemeister in der 4-mal-100-Meter-Staffel und dann nahm er mit der Staffel an den Olympischen Sommerspielen in Tokio teil, verpasste dort aber mit 38,63 s den Finaleinzug. Im Jahr darauf verhalf er der Staffel bei den Commonwealth Games in Birmingham zum Finaleinzug und trug damit zum Gewinn der Silbermedaille bei.
2022 wurde Hislop trinidadisch-tobagischer Meister in der 4-mal-100-Meter-Staffel.

## Persönliche Bestzeiten
- 100 Meter: 10,16 s (0,0 m/s), 25. Juni 2022 in Port-of-Spain
  - 60 Meter (Halle): 6,65 s, 18. Januar 2020 in Lubbock
- 200 Meter: 20,39 s (+1,0 m/s), 25. Mai 2018 in Tampa
  - 200 Meter (Halle): 20,76 s, 28. Februar 2020 in College Station